# Worcester (Nowy Jork)
Worcester – miasto w Stanach Zjednoczonych, w stanie Nowy Jork, w hrabstwie Otsego.